# راجكو دوريتش
راجكو تشوريتش (3 أكتوبر 1947 - 2 نوفمبر 2020) هو كاتب وأكاديمي صربي من غجر الروما.  كان ناشطًا سياسيًا كزعيم لأحد أحزاب الروما في صربيا - اتحاد روما الصربي.

## روابط خارجية
- قصيدة
- مقابلة شخصية